# Retizafra multicostata
Retizafra multicostata is een slakkensoort uit de familie van de Columbellidae. De wetenschappelijke naam van de soort is voor het eerst geldig gepubliceerd in 1911 door May.